# Yo la quería patita (película)
Yo la quería patita es una película peruana estrenada en mayo de 1955 dirigida por Pascual Salvatore. Fue recuperada en octubre de 2013 por el Archivo Peruano de Imagen y Sonido (ARCHI).

## Argumento
La canción «Yo la quería patita» de Mario Cavagnaro e interpretado por el carreta Jorge Pérez López, es el tema principal de este film, y la escena en que el carreta Jorge Pérez la interpreta es considerada como el primer videoclip peruano. En dicha secuencia se muestra a Pérez cantando en un bar o chingana, además de escenas populares del distrito del Rímac, en los alrededores del Paseo de Aguas, donde se aprecia un intento de recrear lo expresado en la letra de la canción.
El cortometraje fue exhibido como un pase previo a largometrajes. Recibió duras críticas, sobre todo por el intento de promoción de una conocida marca de piscos, Sol de Ica.

## Reparto
A partir del vídeo restaurado por ARCHI se ha identificado a los siguientes personajes:
- Jorge Pérez "El Carreta"
- La gila más buenamoza del callejón: Violeta Bourget.
- Compañero de mesa: Elías Roca.
- Parroquiano que llora: Enrique Victoria.
- Parroquiano que ordena el pisco Sol de Ica: Neftalí García Mogollón.

## Restauración
La película fue hallada en Italia. La restauración se encuentra en curso, para lo cual se ha contado con los laboratorios Cinecitta Digital Factory (Roma) que han trabajado con la imagen, mientras que el sonido ha sido restaurado por Sondor Willy Hungerbuehler AG de Zollikon (Suiza).